# 20ª Brigata operativa "Ljubart"
La 20ª Brigata operativa "Ljubart" (in ucraino 20-та бригада оперативного призначення «Любарт»?, 20-ta bryhada operatyvnoho pryznačennja «Ljubart», unità militare 3009) è un'unità di fanteria della Guardia nazionale dell'Ucraina con base a Luc'k.

## Storia
L'unità è stata costituita a Luc'k il 24 febbraio 2022, all'alba dell'invasione russa dell'Ucraina, come distaccamento delle Forze per operazioni speciali che avrebbe dovuto operare all'interno della struttura della Forze di difesa territoriale dell'oblast' di Volinia. Era inizialmente formata da volontari della Volinia e veterani della guerra del Donbass e del Reggimento Azov. L'unità prende il nome da Liubartas, principe di Galizia-Volinia.
Fra giugno e luglio 2022 l'unità ha effettuato missioni di combattimento nelle regioni di Zaporižžja e di Donec'k. In particolare ha preso parte alle battaglie difensive nell'area di Velyka Novosilka. Durante l'inverno 2022-2023 il distaccamento ha partecipato alla battaglia di Bachmut. Nell'estate del 2023 elementi dell'unità hanno svolto missioni speciali nei pressi del villaggio di Kozači Laheri, sbarcando sulla sponda meridionale del Dnepr. A ottobre ha combattuto nell'area del villaggio di Verbove, a sud di Orichiv, riconquistato dalle forze ucraine durante la controffensiva estiva.
Il 12 febbraio 2024 il distaccamento si è unito alla 12ª Brigata operazioni speciali "Azov", costituendone il 5º Battaglione. Nei mesi successivi il battaglione ha combattuto con successo sul fronte di Kreminna. A partire da settembre è stato invece impiegato nella difficile battaglia urbana di Torec'k insieme al resto della brigata.
Il 15 aprile 2025, in seguito alla riforma delle Forze armate ucraine che ha portato alla creazione dei comandi intermedi di corpo d'armata, il battaglione è stato espanso al rango di brigata ed è entrato a far parte del 1º Corpo d'armata "Azov" della Guardia Nazionale, costituito sulla base dell'omonima brigata, insieme alla Brigata "Azov", la Brigata "Burevyj", la Brigata "Červona Kalyna"e la Brigata "Kara-Dag".

## Struttura
- Comando di brigata[11]
- 1º Battaglione operazioni speciali
- 2º Battaglione operazioni speciali "Albin"[12]
- 3º Battaglione operazioni speciali
- Compagnia sistemi senza pilota
- Compagnia ricognizione
- Compagnia medica
- Batteria mortai

## Comandanti
- Tenente colonnello Vadym Krykun (febbraio 2022 - in carica)[13]